# Шпак Олексій Анатолійович
Шпак Олексій Анатолійович (нар.  15 серпня 1998; Чоп, Закарпатська область, Україна) — український футболіст, центральний півзахисник клубу «Минай», який грає на правах оренди за «Епіцентр».

## Біографія
Спершу захопився футболом в дитячі роки і здобував ази гри в місцевій, шкільній секції. Пізніше, перебрався разом з батьками до Хмельницького і, як здібний юнак-футболіст, продовжив начатися футболу в ДЮСШ Хмельницький, за який виступав до 2015 року.
У 2015 році став гравцем прем'єрлігового «Закарпаття», проте грав виключно за другу команду, провівши 43 офіційних гри за сезон.
Паралельно з тим, в 2015 та 2016 роках, він був заявлений і до обласного турніру, в складі команд: чопського «Локомотив-Чоп», ужгородського «Спартакусу». У чемпіонаті Закарпатської області Олексій Шпак провів близько 20 офіційних ігор.
З 2016 року виступає за аматорський клуб «Минай». З 2018 року, разом з командою, набув професійного статусу, адже минайці стартували в турнірі ФФУ, зокрема в Другій лізі першості Україи з футболу.

## Досягнення
Потрапивши до команди «Минай», Олексій Шпак щороку прогресував, як у грі, так і в здобутті футбольних трофеїв:
- Чемпіонат України серед аматорів
  - 1 місце, група 1: 2018
- Чемпіонат Закарпатської області
  - Чемпіон: 2017
- Кубок Закарпатської області
  - Володар: 2017, 2018
- Суперкубок Закарпатської області
  - Володар: 2017.